# 佐々木修一 (政治家)
佐々木 修一（ささき しゅういち、1958年〈昭和33年〉10月4日 - ）は、日本の政治家。北海道遠軽町長（4期）。

## 来歴
北海道紋別郡遠軽町出身。北海道遠軽高等学校を経て、1981年（昭和56年）3月、北海学園大学を卒業。同年10月、遠軽町役場へ入庁。
入庁後、総務部参事、遠軽地区4町村合併協議会事務局次長、総務部財政課長、遠軽町教育委員会教育部長などを歴任。財政課長在任中には財政基盤の継続発展ために北海道内22の合併市町と連携して、市町村合併から10年間認められる合併特例債の発行期限延長を国に働き掛け、5年間の延長を実現させたという。
2009年（平成21年）10月7日、遠軽町長選挙に出馬し、無投票で初当選。遠軽町長就任後、遠軽駐屯地の隊員がハイチに派遣された際に、首長として初めてPKOの視察を行った。
2013年（平成25年）10月15日、任期満了に伴う遠軽町長選挙に出馬し、無投票で再選。
2017年（平成29年）10月10日、任期満了に伴う遠軽町長選挙に出馬し、無投票で再選。
2021年（令和3年）9月28日、任期満了に伴う遠軽町長選挙に出馬し、新型コロナウイルス感染症対策や遠軽厚生病院への支援などを公約に掲げ、無投票で再選。